# Gold Code
Un Gold Code (Codi Gold)., també conegut com a Gold sequence (seqüència Gold), és un tipus de seqüència binària, utilitzada en telecomunicació (CDMA) i navegació per satèl·lit (GPS). Gold Code porten el nom del seu creador Robert Gold. Els Gold Code tenen delimitades petites correlacions creuades dins d'un conjunt, fet que és útil quan diversos dispositius estan transmetent en la mateixa gamma de freqüències. Un conjunt de seqüències de Gold Codes consta de 2 n - 1 seqüències de cada un d'elles amb un període de 2 n - 1.
Un conjunt de Gold Codes pot ser generat amb els passos següents.Triar dues longitud màximes de seqüències de la mateixa longitud 2 n - 1 tal que el seu absolut de la correlació creuada és menor que o igual a 2 (n 2) / 2, on n és la mida de la LFSR utilitzada per generar la seqüència de longitud màxima (Gold '67). El conjunt dels 2 n - 1 "o" exclusius de les dues seqüències en les seves diverses fases (és a dir, traduïts en totes les posicions relatives) és un conjunt de Gold Codes. La més alta correlació creuada absoluta en aquest conjunt de codis és 2 (n 2) / 2 + 1, fins i tot per n i 2 (n 1) / 2 + 1 per n senar.

## Característiques
- L'"o exclusiu" de dos Gold codes diferents del mateix conjunt és un altre Gold code en alguna fase.
- Dins d'un conjunt de Gold codes, aproximadament la meitat dels codis són equilibrats: el nombre d'uns i zeros difereix per un sol "1"[5]
- Els Gold codes s'utilitzen en GPS. Els codis "ranging " de GPS tipus C/A són Gold codes de període 1.023.